# Pseudocercospora balsaminicola
Pseudocercospora balsaminicola (укр. Псеудоцеркоспора балсамінікола) — вид грибів роду Псеудоцеркоспора (Pseudocercospora). Гриб вперше класифіковано у  2003 році.

## Поширення та середовище існування
Знайдений на листках Impatiens balsamina в Сінгапурі.